# Marcel Vonderweid
Marcel Vonderweid, né le 23 janvier 1866 à Fribourg et mort le 3 décembre 1948  dans la même ville, est une personnalité politique du canton de Fribourg, en Suisse, membre du parti conservateur.
Il est conseiller d'État de 1914 à 1936.

## Sources
- Georges Andrey, John Clerc, Jean-Pierre Dorand et Nicolas Gex, Le Conseil d’État fribourgeois : 1848-2011 : son histoire, son organisation, ses membres, Fribourg, Éditions de la Sarine, 2012, 143 p. (ISBN 978-2-88355-153-4, lire en ligne), p. 67
- Journal de Genève, souvenirs de Jean-Marie Barras sur Onnens , La Liberté (7.12.1948)